# Anomala expallescens
Anomala expallescens är en skalbaggsart som beskrevs av Ohaus 1941. Anomala expallescens ingår i släktet Anomala och familjen Rutelidae. Inga underarter finns listade i Catalogue of Life.